# Центар за културу града Бора
Центар за културу града Бора је установа културе града Бора, основана 2009. године од стране Скупштине општине Бор.
Установа је носилац разних програма и пројеката који јој омогућавају да у оквиру свог деловања утиче на подизање опште свести грађана у погледу духовног развоја и подизања општег квалитета културне понуде нашег града. Такође Установа узима учешће и у техничкој реализацији многобројних културних, спортских, школских манифестација и осталих програма у граду и селима.
Едукативни садржаји се реализују кроз неколико радионица које годинама раде и окупљају више стотина деце: драмски студио, етно радионица, ликовна радионица, градски хор, школа гитаре, школа фолклора, школа фруле...
Организатор је више манифестација редовних годишњих манифестација и академија од локалног и националног значаја, као што су: Сусрети села, Борско културно лето, Међународни фестивал фолклора „Златно коло”, Фестивал влашке изворне песме, Улица дечјег осмеха, Дани Брестовачке бање.